# Habenaria pumiloides
Habenaria pumiloides är en orkidéart som beskrevs av Charles Schweinfurth. Habenaria pumiloides ingår i släktet Habenaria och familjen orkidéer.
Artens utbredningsområde är Peru. Inga underarter finns listade i Catalogue of Life.